# Нелінійні алгебраїчні рівняння
Алгебраїчним нелінійним рівнянням степеня n називається рівняння типу

{\displaystyle P_{n}(x)=0},

де {\displaystyle P_{n}(x)} є многочленом степеня n.
Тобто, таке рівняння має такий вигляд:
{\displaystyle a_{n}x^{n}+a_{n-1}x^{n-1}+...+a_{1}x+a_{0}=\sum _{i=0}^{n}a_{i}x^{i}=0},

де {\displaystyle a_{i}} називають коефіцієнтами рівняння. Також {\displaystyle a_{i}} є переважно елементами
множини дійсних, або комплексних чисел.

## Властивості
Кожне нелінійне алгебраїчне рівняння з комплексними, або дійсними коефіцієнтами, степінь якого є більшим за 0, має хоча б один комплексний розв'язок.
Розв'язки нелінійних алгебраїчних рівнянь, з дійсними коефіцієнтами, є дійсними, або попарно спряженими комплексними числами.

## Приклади
Найважливіші випадки нелінійних алгебраїчних рівнянь:
- Квадратні рівняння {\displaystyle ax^{2}+bx+c=0};
- Кубічні рівняння {\displaystyle ax^{3}+bx^{2}+cx+d=0};
- Рівняння четвертого степеня {\displaystyle ax^{4}+bx^{3}+cx^{2}+dx+e=0}.